# Eleccions legislatives italianes de 1958
Les eleccions legislatives italianes de 1958 se celebraren el 25 de maig. S'aplica per darrer cop el sistema previst a la Constitució aprovada el 1948. En els resultats hi havia poca variació respecte a les de 1953.

## Cambra dels Diputats
| ← Eleccions legislatives italianes, 1958 →        |            |        |        |
| Partits                                           | vots       | %      | escons |
| Democràcia Cristiana Italiana (DC)                | 12.522.279 | 42,36  | 273    |
| Partit Comunista Italià (PCI)                     | 6.704.706  | 22,68  | 140    |
| Partit Socialista Italià (PSI)                    | 4.208.111  | 14,23  | 84     |
| Moviment Social Italià (MSI)                      | 1.407.913  | 4,76   | 24     |
| Partit Socialista Democràtic Italià (PSDI)        | 1.345.750  | 4,55   | 22     |
| Partit Liberal Italià (PLI)                       | 1.046.939  | 3,54   | 17     |
| Partit Monàrquic Popular (PMP)                    | 776.942    | 2,63   | 14     |
| Partit Nacional Monàrquic (PNM)                   | 659.865    | 2,23   | 11     |
| Partit Republicà Italià - Partit Radical (PRI-PR) | 405.574    | 1,37   | 6      |
| Comunità                                          | 173.257    | 0,59   | 1      |
| Südtiroler Volkspartei (SVP)                      | 135.495    | 0,46   | 3      |
| Unió Valldostana (UV)                             | 30.596     | 0,10   | 1      |
| altres                                            | 146.206    | 0,49   | -      |
| Total                                             | 29.563.633 | 100,00 | 596    |

## Senat d'Itàlia
| Partits                                    | vots       | vots (%) | escons |
| ------------------------------------------ | ---------- | -------- | ------ |
| Democràcia Cristiana Italiana (DC)         | 10.782.262 | 41,23    | 123    |
| Partit Comunista Italià (PCI)              | 5.701.019  | 21,80    | 59     |
| Partit Socialista Italià (PSI)             | 3.682.806  | 14,08    | 35     |
| Partit Socialista Democràtic Italià (PSDI) | 1.165.402  | 4,46     | 5      |
| Moviment Social Italià (MSI)               | 1.149.873  | 4,40     | 8      |
| Partit Liberal Italià (PLI)                | 1.008.830  | 3,86     | 4      |
| Partit Monàrquic Popular (PMP)             | 773.959    | 2,96     | 5      |
| Partit Nacional Monàrquic (PNM)            | 510.823    | 1,95     | 2      |
| PCI - PSI - independents                   | 185.644    | 0,71     | 2      |
| Südtiroler Volkspartei (SVP)               | 120.086    | 0,46     | 2      |
| Unió Valldostana (UV)                      | 28.137     | 0,11     | 1      |
| altres                                     | 1.043.158  | 3,99     | -      |
| Total                                      | 26.151.999 | 100,00   | 246    |

## Note
1. ↑  candidatura presentada a Sardenya com a Sardegna e due spighe.